# Pseudocheirodon terrabae
Pseudocheirodon terrabae es una especie de peces de la familia Characidae en el orden de los Characiformes.

## Morfología
Los machos pueden llegar alcanzar los ,1 cm de longitud total.

## Alimentación
Come  algas, incluyendo  diatomeas.

## Hábitat
Vive en zonas de clima tropical entre 21 °C - 30 °C de temperatura.

## Distribución geográfica
Se encuentran en Centroamérica:  cuencas de los ríos Grande de Térraba, Jicote y Pirri en Costa Rica.